# Когер, Никита
Никита Когер (эст. Nikita Koger; 6 мая 1994, Таллин) — эстонский футболист, нападающий.

## Биография
Воспитанник таллинских футбольных школ «Коткас-Юниор» и «Левадия». С 2011 года выступал за вторую команду «Левадии» в первой лиге Эстонии. Несколько раз достигал отметки в 10 голов за сезон — в 2012 году забил 14 голов, в 2015 году — 19 голов, в 2016 году — 13 голов. Лучшим результатом в споре бомбардиров первой лиги стало четвёртое место в 2015 году, в том же сезоне стал вице-чемпионом первой лиги.
За основной состав «Левадии» сыграл первые матчи в 2012 году в рамках Кубка Эстонии. В высшей лиге дебютировал 20 мая 2013 года в матче против «Инфонета», заменив на 89-й минуте Андреаса Раудсеппа. Всего за «Левадию» сыграл 3 матча в чемпионате — один в 2013 году и два — в 2016 году. Летом 2013 года был отдан в полуторагодичную аренду в «Калев» (Таллин), в его составе сыграл 42 матча и забил один гол в высшей лиге.
Выступал за сборные Эстонии младших возрастов, провёл более 20 матчей.
В 22-летнем возрасте завершил спортивную карьеру.

## Достижения
- Серебряный призёр чемпионата Эстонии: 2016
- Обладатель Суперкубка Эстонии: 2013 (не играл)